# Radio Ga Ga
«Radio Ga Ga» es una canción escrita por Roger Taylor, baterista de la banda de rock británica Queen, que fue el primer sencillo extraído e incluido de su disco del álbum The Works, interpretada y grabada en 1984. Fue lanzada como un sencillo con I Go Crazy de Brian May como el lado B. La canción también aparece en los álbumes recopilatorios de la banda Greatest Hits II, Classic Queen, The 12″ Collection, Stone Cold Classics, Absolute Greatest, Icon, Bohemian Rhapsody (soundtrack), Greatest Hits in Japan. 
El sencillo fue un éxito mundial para la banda, alcanzando el número uno en 19 países, el número dos en el UK Singles Chart y el Australian Kent Music Report y el número 16 en el US Billboard Hot 100. La banda interpretó la canción en todos los conciertos desde 1984 hasta su último concierto con el cantante Freddie Mercury en 1986, incluida su actuación en Live Aid en 1985.
El vídeo musical de la canción utiliza imágenes de la película de ciencia ficción muda de 1927 Metrópolis. Recibió una fuerte rotación en los canales de música y fue nominado para un premio MTV Video Music Award en 1984.

## Significado
"Radio Ga Ga" se grabó en 1983 y se lanzó en enero de 1984. Fue un comentario en televisión que superó la popularidad de la radio y cómo se escuchaba la radio en el pasado para un programa favorito de comedia, drama o ciencia ficción. También abordó el advenimiento del vídeo musical y MTV, que luego competía con la radio como un medio importante para la promoción de discos. En los MTV Video Music Awards de 1984, el vídeo de "Radio Ga Ga" recibiría una nominación a Mejor Dirección de Arte. Roger Taylor fue citado:
Eso es parte de lo que trata la canción, en realidad. El hecho de que ellos [vídeos musicales] parecen estar asumiendo el control casi desde el lado auditivo, el lado/la parte visual parece ser casi más importante.
La canción hace referencia a dos importantes eventos de radio del siglo XX; La emisión de 1938 de Orson Welles de La guerra de los mundos de HG Wells en la letra "a través de guerras de mundos / invadida por Marte", y el discurso de Winston Churchill del 18 de junio de 1940 "Esta fue su mejor hora" de la Cámara de los Comunes, en la letra "Aún no has tenido tu mejor hora".

## Grabación
La inspiración para esta canción llegó cuando Roger Taylor escuchó a su hijo pronunciar las palabras "radio ca-ca" mientras escuchaba una mala canción en la radio mientras estaban en Los Ángeles. Después de escuchar la frase, Taylor comenzó a escribir la canción cuando se encerró en una habitación con un Roland Jupiter-8 y una caja de ritmos (Linn LM-1). Pensó que encajaría en su álbum en solitario, pero cuando la banda lo escuchó, John Deacon escribió una línea de bajo y Freddie Mercury reconstruyó la canción, pensando que podría ser un gran éxito. Taylor se tomó unas vacaciones de esquí y dejó que Mercury puliera la letra, la armonía y los arreglos de la canción. Las sesiones de grabación comenzaron en Record Plant Studios en Los Ángeles en agosto de 1983, la única vez que la banda grabó en Norteamérica. Incluyó el tecladista de sesión canadiense Fred Mandel. Mandel programó las partes arpegiadas de bajo sintetizado de Júpiter. La grabación presenta un uso destacado del codificador de voz Roland VP330 +. La línea de bajo fue producida por un Roland Jupiter-8, utilizando el arpegiador incorporado.

## Videoclip

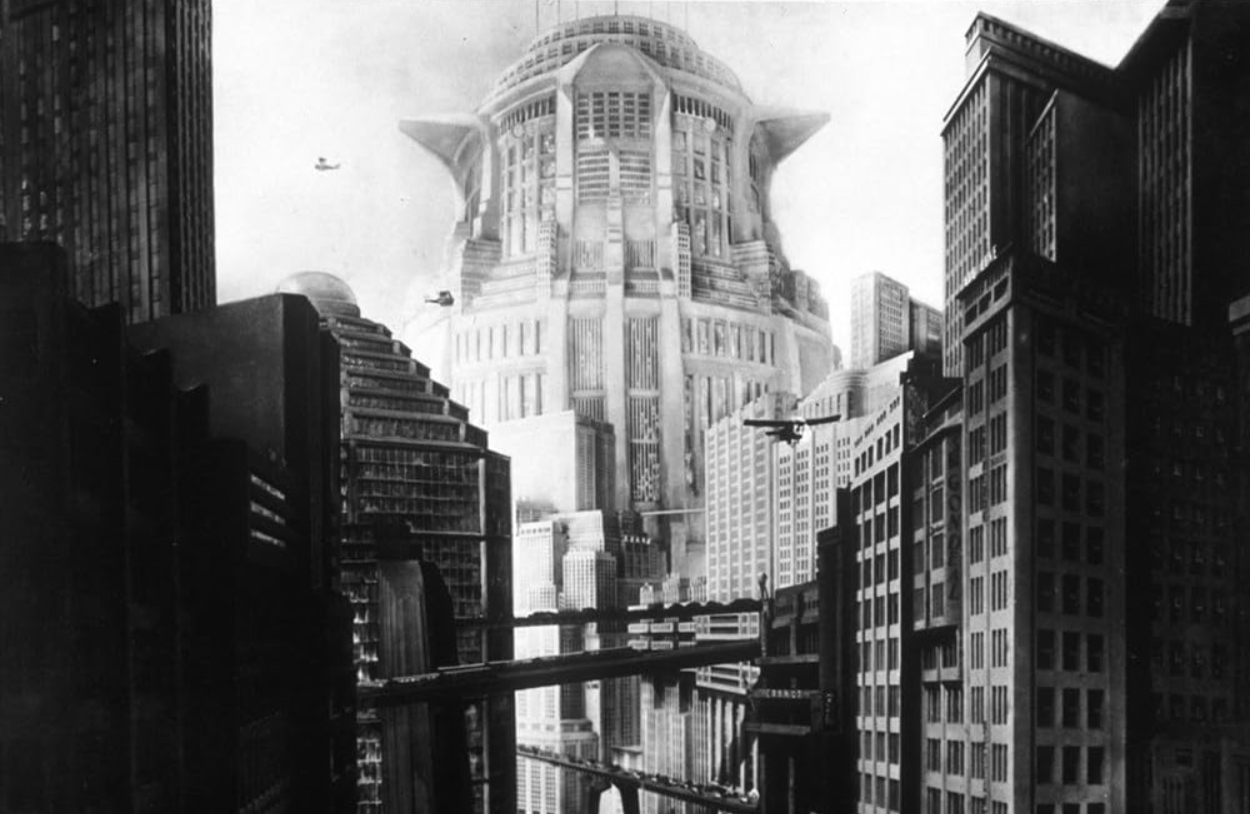
El videoclip usa fragmentos de la película Metrópolis (1927) de Fritz Lang.

El videoclip de David Mallet para la canción presenta escenas de la película de ciencia ficción expresionista alemana de 1927 Metrópolis de Fritz Lang y fue filmado en Carlton TV Studios y Shepperton Studios, Londres, en noviembre de 1983. Presenta a la banda en un automóvil volando sobre la ciudad homónima y, más tarde, interpretando la canción frente a la clase trabajadora de la ciudad, intercalada con una familia en su comedor escuchando la radio mientras usan máscaras antigás. "Love Kills", la canción solista de Freddie Mercury, se usó en la restauración de Giorgio Moroder de Metrópolis y, a cambio, se le concedieron a Queen los derechos para usar imágenes de ella en su vídeo "Radio Ga Ga". Sin embargo, Queen tuvo que comprar los derechos de representación de la película del gobierno comunista de Alemania Oriental, que era el titular de los derechos de autor en ese momento. Al final del vídeo musical, aparecen las palabras "Gracias a Metrópolis". El vídeo también presenta imágenes de anteriores vídeos promocionales de Queen.

## Historia
La canción trata el tema de la creación de la televisión, y de cómo eso como fue desplazando a la radio a un segundo plano, y cómo uno escucharía en la radio su comedia o drama favorito mientras que se crea el vídeo musical y la MTV. El vídeo de la canción fue incentivado por MTV, convirtiéndose en una presentación regular en el canal.
Originalmente, en un principio, Taylor pensó en llamar a la canción "Radio Ca-Ca" (ya que, al parecer, él habría escuchado a su hijo Felix decir una frase similar), pero al final quedó como "Radio Ga Ga" debido a que "Ga Ga" era más fácil de pronunciar, además de que "caca", en otros idiomas, como el español, es sinónimo de excremento.
La canción fue lanzada como un sencillo del disco "The Works", y llegó al puesto número 2 en el Reino Unido y al 16 en Estados Unidos, alcanzando gran éxito alrededor del mundo, sobre todo en el continente americano.
Radio Ga Ga se convirtió rápidamente en una favorita para las presentaciones en vivo de la banda. Durante el Live Aid, Freddie Mercury llegó a concentrar la sincronización total de todo el estadio durante el coro en que el público imitaba los aplausos que la banda presentó en el vídeo musical (de hecho Freddie lo realizó en todas las actuaciones de esta canción en directo), llegando a ser uno de los puntos clave para que la actuación de Queen ese día llegara a ser considerada como el mejor espectáculo del show en vivo de la historia de la banda. La canción ha sido interpretada en casi todo concierto desde el The Works Tour, pasando por el concierto en Río de Janeiro ante más de 320 mil espectadores en Rock in Rio, seguido del Magic Tour y, más recientemente, durante el Queen + Paul Rodgers Tour, en el que la canción la comienza cantando Roger Taylor, para luego dar paso a Paul Rodgers, para que siga cantando como se puede ver en el DVD realizado en la ciudad de Sheffield en 2005, aunque, en 2008, la canción es cantada por Paul Rodgers, con armonías de Taylor y de todo el grupo. Durante el Concierto en Tributo a Freddie Mercury, la canción fue interpretada por Paul Young. Desde 2012 es número fijo de las giras de Queen + Adam Lambert.

## Legado
Fue catalogada como una de las canciones más influyentes y exitosas de los años ochenta 80, gracias a su videoclip y a las actuaciones en directo. Era una de las preferidas del público, que cantaba y palmeaba a la vez que la banda la interpretaba, actuación similar a la del vídeo.
David Mallet fue el director del vídeo musical de la canción, la cual presenta escenas de la película muda alemana de ciencia ficción Metrópolis (1927), dirigida por Fritz Lang en 1927.

## Curiosidades
- De acuerdo a una entrevista con Ron Slomowicz, el nombre artístico de la cantante y actriz Lady Gaga surgió como una referencia a esta canción, confesó la cantante. También Queen fue una inspiración para su carrera musical.[10]

## Personal

### Músicos
- Freddie Mercury: voz principal y sampler
- Brian May: guitarra eléctrica y coros
- Roger Taylor: batería acústica y electrónica, vocoder, caja de ritmos, sampler, sintetizador y coros
- John Deacon: bajo y coros
- Fred Mandel: sintetizadores

### Grabación
- Fred Mandel: arreglos y programación de sintetizadores
- Mack: Ingeniero de Grabación, Productor[11]
- Mike Beiriger: Ingeniero Adicional de Grabación
- Eddie DeLena: Ingeniero Adicional de Grabación
- Stefan Wissnet: Ingeniero Adicional de Grabación

## Versiones en vivo
Queen terminó sus sets antes de los codificadores en The Works Tour con "Radio Ga Ga" y Mercury normalmente cantaba "you had your time" (tuviste tu tiempo) en una octava más baja y modificaba las entregas de "you had the power, you've yet to have your finest hour" (tenías/tuviste el poder, aún no tienes tu mejor hora) mientras que Roger Taylor cantó o cantaba el pre-coro en la octava alta. Se grabaron y filmaron versiones en vivo de la gira 1984/85 para las películas de concierto Queen Rock in Rio 1985 y Final Live in Japan 1985. Como se escucha en las grabaciones de contrabando, se puede escuchar a Deacon brindando coros a la canción; Es una de las pocas ocasiones en que cantó en concierto.
| "Recuerdo haber pensado 'oh genial, lo han recogido' y luego pensé 'esta no es una audiencia de Queen'. Esta es una audiencia general que ha comprado boletos incluso antes de que supieran que estábamos en la factura. Y ellos todos lo hicieron. ¿Cómo lo sabían? Nadie les dijo que lo hicieran".——Brian May sobre la participación de la audiencia en aplaudir a "Radio Ga Ga" en Live Aid. |

Queen interpretó una versión más corta y rápida de "Radio Ga Ga" durante el concierto Live Aid el 13 de julio de 1985 en el estadio de Wembley, donde el "espectáculo del show de robo" de Queen tuvo 72,000 personas aplaudiendo al unísono. Fue la segunda canción que la banda interpretó en Live Aid después de abrir con "Bohemian Rhapsody". "Radio Ga Ga" se convirtió en un favorito en vivo gracias en gran parte al potencial de participación de la audiencia de la secuencia de aplausos provocada por el ritmo del coro (copiado del vídeo). Mercury cantó todas las notas altas en esta versión. La canción se tocó para el Magic Tour un año después, incluyendo dos veces más en el estadio de Wembley; fue grabado para el álbum en vivo Live at Wembley '86, VHS Video and DVD el 12 de julio de 1986, la segunda noche en el lugar. Paul Young realizó e interpretó la canción con Queen en el The Freddie Mercury Tribute Concert nuevamente en el estadio de Wembley el 20 de abril de 1992. En el concierto "Party at the Palace", celebrando el Jubileo de Oro de la Reina Isabel II en 2002, "Radio Ga Ga" abrió el set o el conjunto de Queen con Roger Taylor en la voz y Phil Collins en la batería.
Esta canción fue tocada en la gira Queen + Paul Rodgers en 2005–2006 y cantada por Roger Taylor y Paul Rodgers. Fue grabado oficialmente en el Hallam FM Arena en Sheffield el 5 de mayo de 2005. El resultado, Return of the Champions, fue lanzado en CD y DVD el 19 de septiembre de 2005 y el 17 de octubre de 2005. También se tocó en el Rock the Cosmos Tour durante finales de 2008, esta vez con solo Rodgers en la voz principal. El álbum de conciertos Live in Ukraine fue el resultado de esta gira, pero la canción no está disponible en las versiones en CD o DVD lanzadas el 15 de junio de 2009. Esta interpretación de "Radio Ga Ga" solo está disponible como descarga digital desde iTunes. Se volvió a tocar, o se tocó nuevamente en el Queen + Adam Lambert Tour con Lambert en la voz principal.

## Versiones cover
La canción fue cover en 2004 por Electric Six. La banda lanzó la canción como un sencillo en contra de sus deseos bajo la presión de su sello en ese momento, aunque la canción había sido y estado en su repertorio durante los primeros días de la banda Wildbunch. El vídeo muestra al líder de Electric Six, Dick Valentine, como el fantasma de Freddie Mercury bailando cerca de su propia tumba. Fue ampliamente malinterpretado que Valentine (como Mercury) estaba bailando en su tumba. Él explica en la sección de vídeos de su sitio web "Aunque algunos afirman que este vídeo me retrata bailando en la tumba de Freddie Mercury, en realidad es más como si estuviéramos resucitando al Sr. Mercury durante por la duración de la canción y su tumba.

## Influencias
La cantante pop estadounidense Lady Gaga atribuye o da crédito a su nombre artístico a esta canción. Ella declaró que "adoraba" a Queen, y que tenían un hit o un éxito llamado 'Radio Ga Ga', "Por eso me encanta el nombre".

## Lanzamientos Oficiales en Vivo
Radio Ga Ga se puede encontrar en las siguientes grabaciones oficiales en vivo:
| Discos                                     | Año  | Tour                      | Músico Invitado        | Lugar                            | Fecha Grabación       |
| ------------------------------------------ | ---- | ------------------------- | ---------------------- | -------------------------------- | --------------------- |
| Radio Ga Ga                                |      |                           |                        |                                  |                       |
| Rock in Rio                                | 1985 | The Works Tour            | -                      | Barra da Tijuca - Río de Janeiro | Enero de 1985         |
| We Are the Champions: Final Live in Japan  | 1985 | The Works Tour            | -                      | Nippon Budōkan - Tokio           | 11 de mayo de 1985    |
| Live Aid                                   | 1985 | -                         | -                      | Estadio Wembley - Londres        | 13 de julio de 1985   |
| Live Magic                                 | 1986 | Magic Tour                | -                      | Knebworth Park - Stevenage       | 9 de agosto de 1986   |
| Queen Live in Budapest                     | 1987 | Magic Tour                | -                      | Nepstadion - Budapest            | 27 de julio de 1986   |
| Queen at Wembley                           | 1992 | Magic Tour                | -                      | Estadio Wembley - Londres        | 12 de julio de 1986   |
| The Freddie Mercury Tribute Concert        | 1993 | -                         | Paul Young - Voz       | Estadio Wembley - Londres        | 20 de abril de 1992   |
| Heineken 'Queen's Day'                     | 2002 | Queen                     | -                      | Museumplein - Ámsterdam          | 30 de abril de 2002   |
| Party at the Palace                        | 2003 | Queen                     | Phil Collins - Batería | Palacio de Buckingham - Londres  | 3 de junio de 2002    |
| Return of the Champions                    | 2005 | Queen + Paul Rodgers Tour | -                      | Hallam FM Arena - Sheffield      | 9 de mayo de 2005     |
| Super Live in Japan                        | 2006 | Queen + Paul Rodgers Tour | -                      | Saitama Super Arena - Saitama    | 27 de octubre de 2005 |
| Live in Japan                              | 2014 | Queen + Adam Lambert      | -                      | Zozo Marine Stadium - Chiba      | 17 de agosto de 2014  |
| Bohemian Rhapsody: The Original Soundtrack | 2018 | -                         | -                      | Estadio Wembley - Londres        | 13 de julio de 1985   |
| Live Around the World                      | 2020 | Queen + Adam Lambert      | -                      | ANZ Stadium - Sydney             | 16 de febrero de 2020 |
| Live At Fire Fight Australia *             | 2020 | Queen + Adam Lambert      | -                      | ANZ Stadium - Sydney             | 16 de febrero de 2020 |

- A diferencia del resto de discos, Live At Fire Fight Australia es una edición digital, y corresponde al mismo setlist de Live Around The World.

## Apariciones
Esta canción fue utilizada por Rockstar Games para el tráiler de Michael de Grand Theft Auto V, y también se incluyó en el soundtrack oficial del juego en Los Santos Rock Radio.